# Refugiul păcii (Star Trek: Voyager)
„Refugiul păcii” (titlu original: „Fair Haven”) este al 11-lea episod din al șaselea sezon al serialului TV american științifico-fantastic Star Trek: Voyager și al 131-lea episod în total. A avut premiera la 12 ianuarie 1999 pe canalul UPN.

## Prezentare
Slt. Harry Kim și Tom Paris creează un sat irlandez pe holopunte pentru amuzamentul echipajului.

## Actori ocazionali
- Fintan McKeown - Michael Sullivan
- Richard Riehle - Seamus Driscol
- Henriette Ivanans - Maggie O'Halloran
- Duffie McIntire - Grace
- Jan Claire - Frannie Sullivan